# کاتسو اونو
کاتسو اونو (انگلیسی: Katsuo Ōno؛ زادهٔ ۱۲ سپتامبر ۱۹۳۹) آهنگساز اهل ژاپن است.